# Hugo Kraas
Hugo-Gottfried Kraas, född 25 januari 1911 i Witten, död 20 februari 1980 i Selk i närheten av Schleswig, var en tysk militär. Han befordrades 20 april 1945 till SS-Brigadeführer (generalmajor) och tilldelades 24 januari 1944 Riddarkorset av Järnkorset med eklöv.

## Befäl
- 12. SS-Panzer-Division "Hitlerjugend": 13 november 1944 – 8 maj 1945